# Licuala spicata
Licuala spicata är en enhjärtbladig växtart som beskrevs av Odoardo Beccari. Licuala spicata ingår i släktet Licuala och familjen Arecaceae. Inga underarter finns listade i Catalogue of Life.